# Jack Lindholm
Jack "The Ripper" Lindholm (Havaí) é o atleta de Bodyboarding inventor e mestre do estilo Drop Knee (joelhos). O estilo em Bodyboard normalmente conhecido por Drop Knee é feito com um pé e um joelho sobre a prancha, além de que os praticantes usam um par de barbatanas.